# 팀 비제
팀 비제(Tim Wiese, 1981년 12월 17일 베어기쉬 글라트바흐 ~)는 독일의 전 축구 선수이자 프로레슬러이다.

## 클럽 경력

### 포르투나 쾰른
그는 바이어 04 레버쿠젠의 유스시스템 출신으로, 당시 3부리그에 속했던 SC 포르투나 쾰른에서 프로 데뷔전을 2000년에 치렀다.

### 카이저슬라우테른
그는 2001-02 시즌 겨울 휴식기에 1. FC 카이저슬라우테른으로 이적하였고, 처음에는 3부리그에 속한 2군 경기에 출장하거나 게오르그 코흐, 로만 바이덴펠러의 백업으로 출장하였다. 바이덴펠러가 보루시아 도르트문트로 이적한 이후, 그는 코흐와 주전 골키퍼 경쟁을 하였고 2002-03 시즌이 시작하는 시점에, 코흐가 처음 2경기에 4실점을 함에 따라 교체되어 투입되었다. 겨울 휴식 기간 이후에는 주전 골키퍼 자리를 가져갔고, 푸스볼-분데스리가 내에서 가장 유능한 골키퍼로 꼽혔다. 그는 2003-04 시즌 동안 주전으로 쓰였지만, 두 번째 경기에서 퇴장을 당하였다. (현재까지 두번의 퇴장 중 첫 번째 퇴장) 그는 2004년 11월까지 카이저슬라우테른의 주전 골키퍼였지만, 나중에 토마스 에른스트에게 자리를 빼앗겼다.

### 베르더 브레멘
2005년, 비제는 SV 베르더 브레멘으로 이적하여 노후한 안드레아스 라인케를 대체하였지만, 인대 파열을 두번 당하여 시즌 전반경기에 모두 결장하였다. 설상가상으로, 라인케 마저 2006년 2월 VfB 슈투트가르트전에서 심각한 부상을 당함에 따라, 비제는 2005-06 시즌의 잔여 기간 동안 주전 골키퍼였다.
하지만, 비제 (올리버 칸과 비교 대상이 되는)는 흔들리는 모습을 보이고, 2006년 3월 7일 UEFA 챔피언스리그 2005-06의 유벤투스 FC와의 16강 2차전에서 최악의 모습을 보였다. 그는 브레멘의 8강 진출까지 2분을 남기고 선방을 보였지만, 손에서 흘려 땅에 떨어졌고 이메르송이 득점하여 유벤투스가 8강 진출하는 빌미를 제공하였다. 하지만, 그후로 안정적인 모습을 보였고, 함부르크 SV와의 노르트 더비에서 승리에 공헌하여 2005-06 시즌 준우승을 도왔다. 그러나 그는 유벤투스전에서의 실수를 만회하는데 여전히 어려움을 겪었다.
2006-07 시즌, 그는 리그 3경기만 결장하며 브레멘의 주전 골키퍼임을 증명하였다. 2008-09 시즌, 함부르크 SV와의 DFB-포칼 준결승에서 비제는 3회 연속 페널티킥 선방을 하여 결승전 진출을 도왔다.

### 1899 호펜하임
2012년 5월 2일, 1899 호펜하임으로 이적하였으며, 이적료는 공개하지 않았다. 그러나 2시즌간 10경기 밖에 출전하지 못하고 자유 계약 신분으로 방출되었다.

## 국가대표 경력
그는 잉글랜드와의 2008년 11월 19일 친선경기에서 데뷔하였고, 후반전에 레네 아들러와 교체투입 되었다.
그는 2010년 FIFA 월드컵에 독일 최종 23인 엔트리에 포함되었으나, FC 샬케 04 소속의 마누엘 노이어에 밀리며 한 경기도 출장하지 못하였다. 부상으로 인하여 3위 결정전에서 뛰지 못하게 되자, FC 바이에른 뮌헨 소속의 한스 외르크 부트가 골키퍼 자리를 맡았다.

## 은퇴
비제는 2014년 9월 17일에 프로 경력에서 은퇴를 선언했다. 이후 약 두 달 뒤인 같은 해 11월 15일에 미국의 프로레슬링 단체인 WWE에 데뷔한다고 밝혔다.

## 수상
SV 베르더 브레멘
- DFB-포칼: 2008-09
- 독일 슈퍼컵: 2009
- 리가포칼: 2006

국가대표
- 2010년 FIFA 월드컵 3위